# Zwitsers kenteken

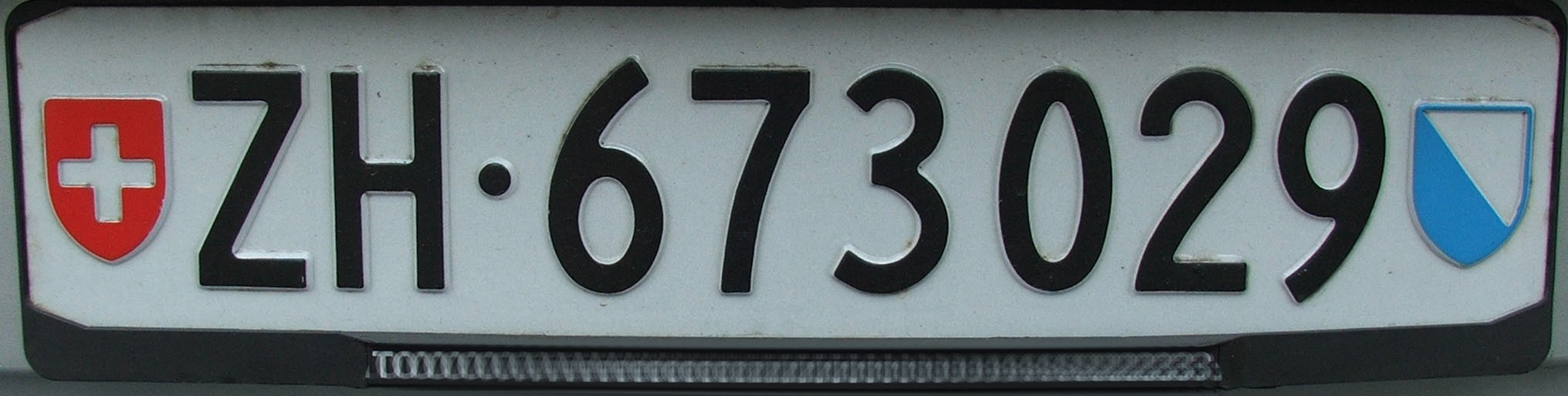
Een Zwitsers kenteken uit het kanton Zürich

Het Zwitsers kenteken bestaat uit twee letters en een tot zes cijfers. De twee letters geven het kanton aan waar het voertuig staat geregistreerd. De zwarte letter- en cijfercombinatie staat op een witte achtergrond. Aan de achterzijde van het voertuig staat op de linkerkant van het kenteken het wapen van Zwitserland afgebeeld en aan de rechterkant die van het kanton. De voorzijde kent sinds 1978 een kleinere kentekenplaat zonder het land- en kantonschild. Officiële voertuigen vermelden in plaats van de tweeletterige code de letter A (federale administratie), P (publieke diensten) of M (militaire voertuigen).
Het kenteken hoort in Zwitserland niet bij het voertuig maar bij de eigenaar. Bij verkoop wordt de kentekenplaat verwijderd van het voertuig. Een eigenaar die verschillende auto's in zijn bezit heeft mag de kentekenplaat om beurt aan al zijn auto's bevestigen.

## Lijst met kantoncodes
| AG - | XXX XXX | Aargau                 |
| AI - | XX XXX  | Appenzell Innerrhoden  |
| AR - | XX XXX  | Appenzell Ausserrhoden |
| BE - | XXX XXX | Bern                   |
| BL - | XXX XXX | Basel-Landschaft       |
| BS - | XXX XXX | Basel-Stadt            |
| FR - | XXX XXX | Fribourg               |
| GE - | XXX XXX | Genève                 |
| GL - | XX XXX  | Glarus                 |
| GR - | XXX XXX | Graubünden             |
| JU - | XX XXX  | Jura                   |
| LU - | XXX XXX | Luzern                 |
| NE - | XXX XXX | Neuchâtel              |
| NW - | XX XXX  | Nidwalden              |
| OW - | X XXX   | Obwalden               |
| SG - | XXX XXX | Sankt Gallen           |
| SH - | XX XXX  | Schaffhausen           |
| SO - | XXX XXX | Solothurn              |
| SZ - | XXX XXX | Schwyz                 |
| TG - | XXX XXX | Thurgau                |
| TI - | XXX XXX | Ticino                 |
| UR - | XX XXX  | Uri                    |
| VD - | XXX XXX | Vaud                   |
| VS - | XXX XXX | Wallis                 |
| ZG - | XX XXX  | Zug                    |
| ZH - | XXX XXX | Zürich                 |

## Fotogalerij

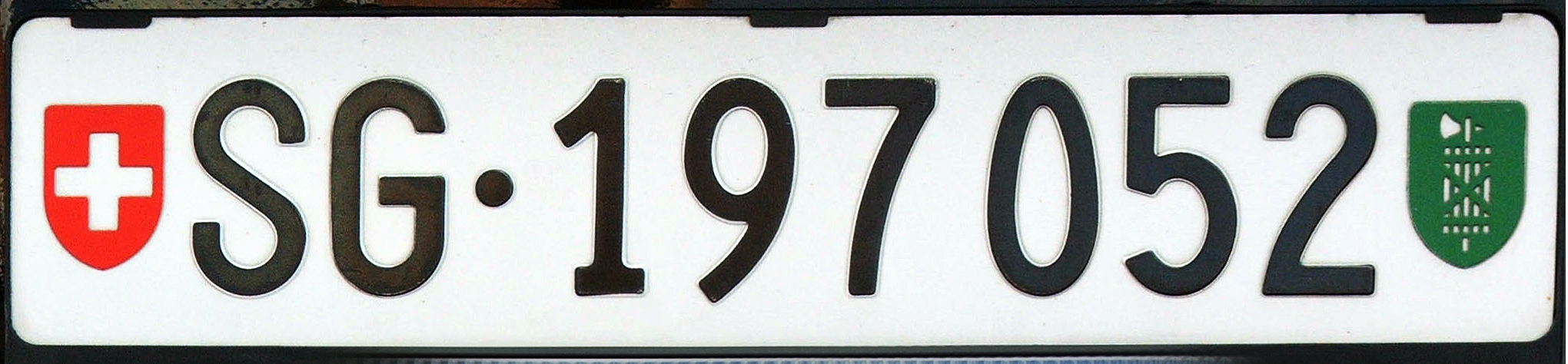
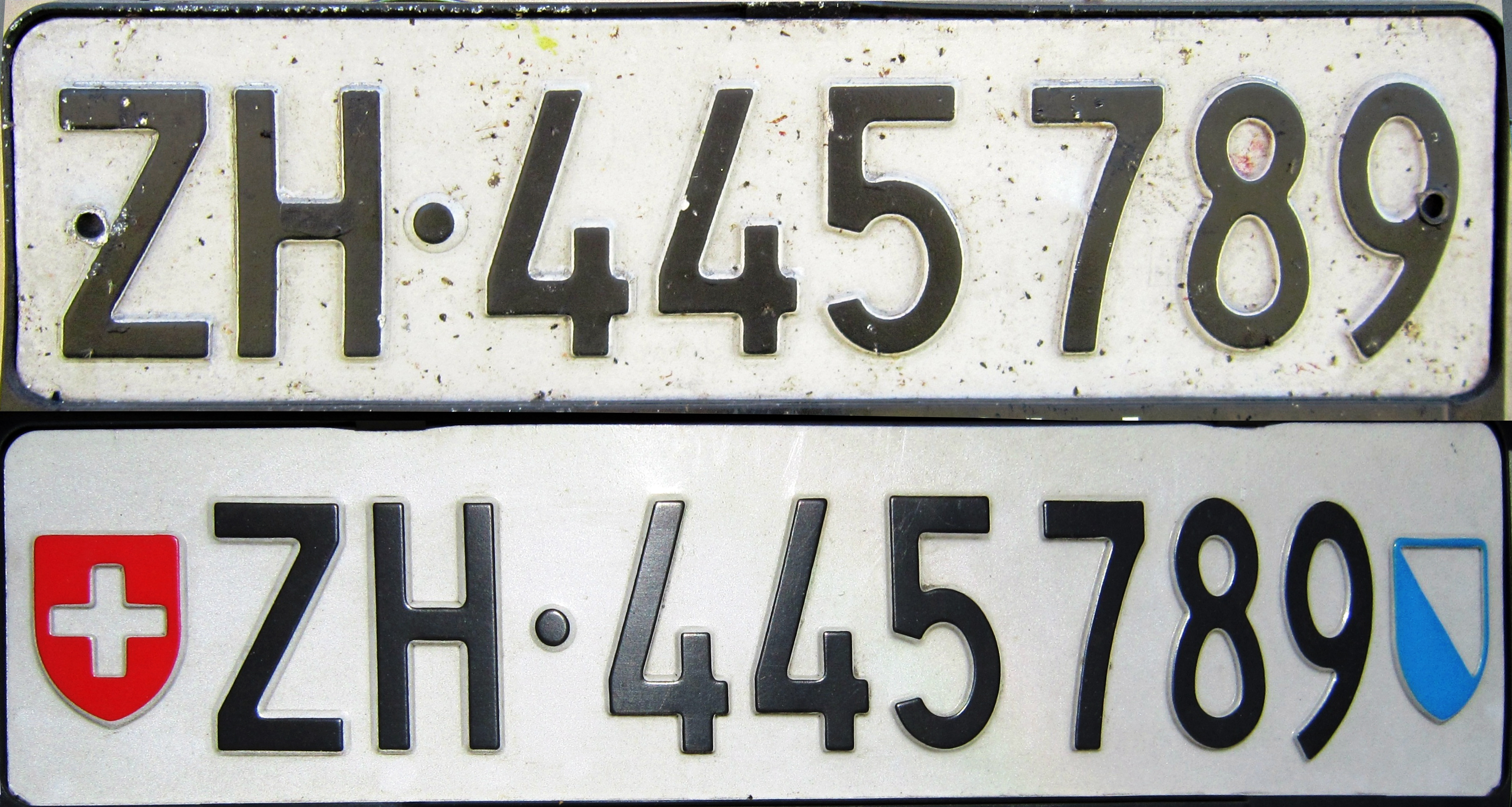
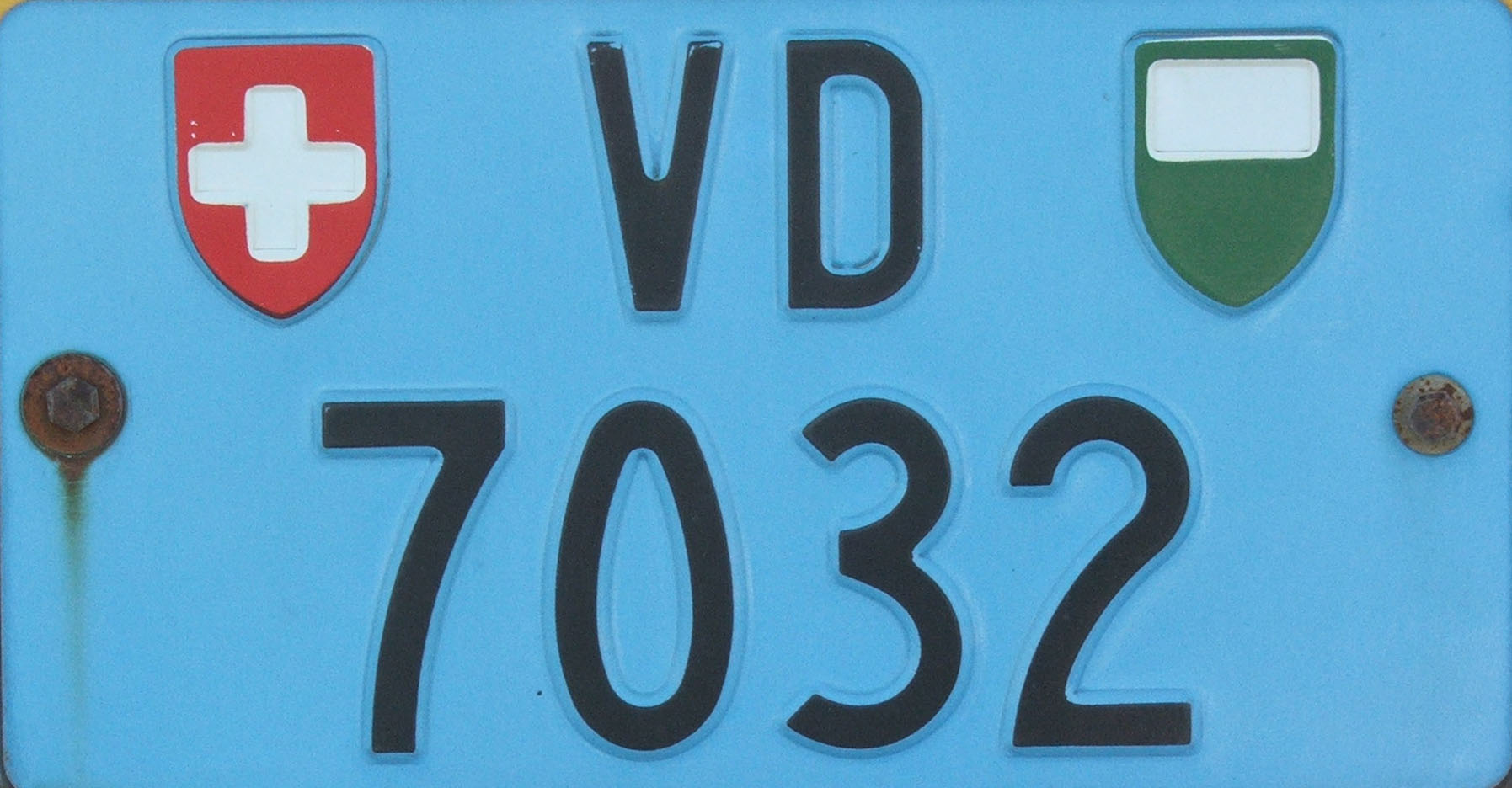
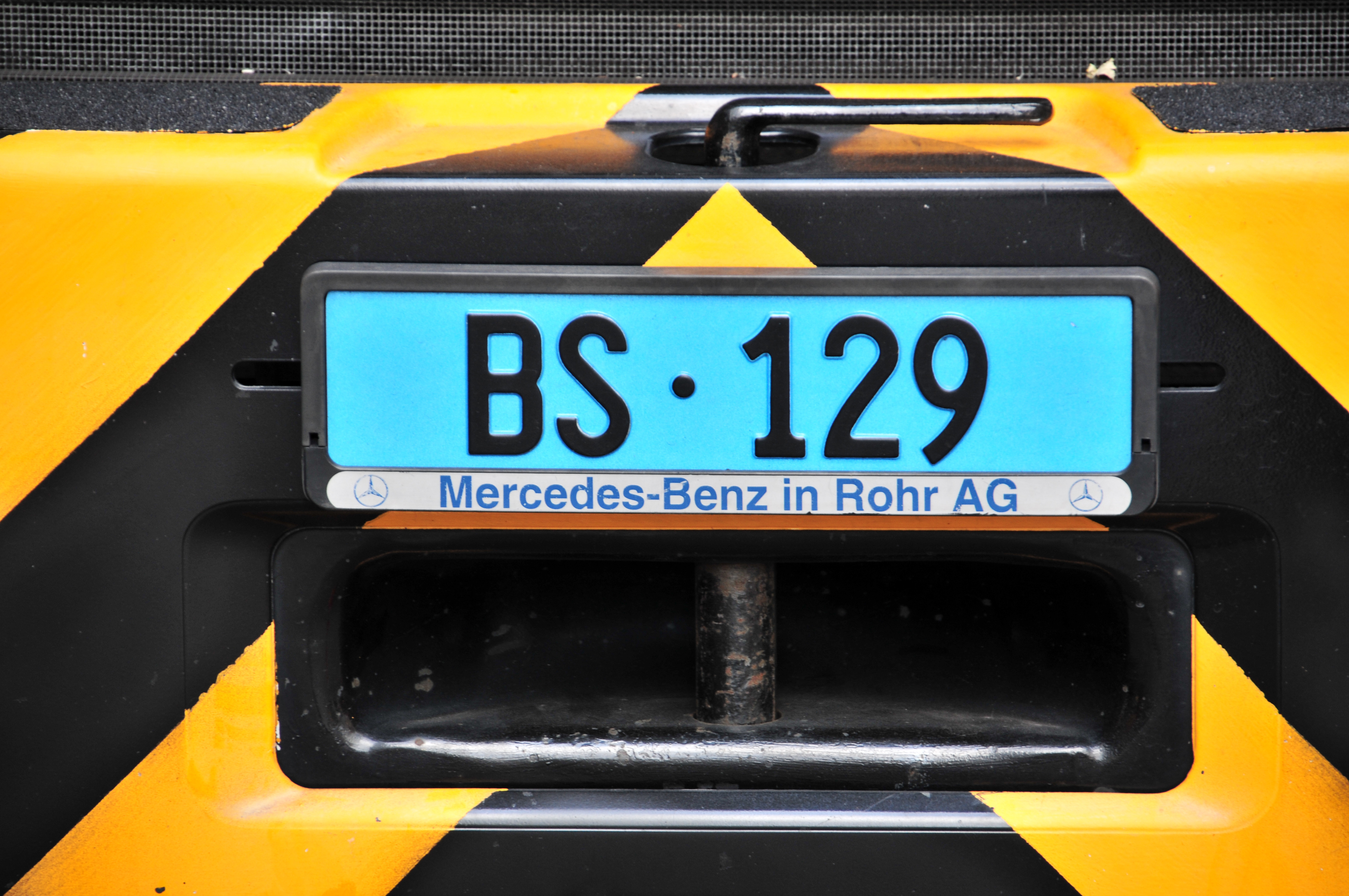
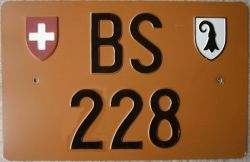
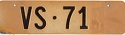
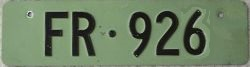
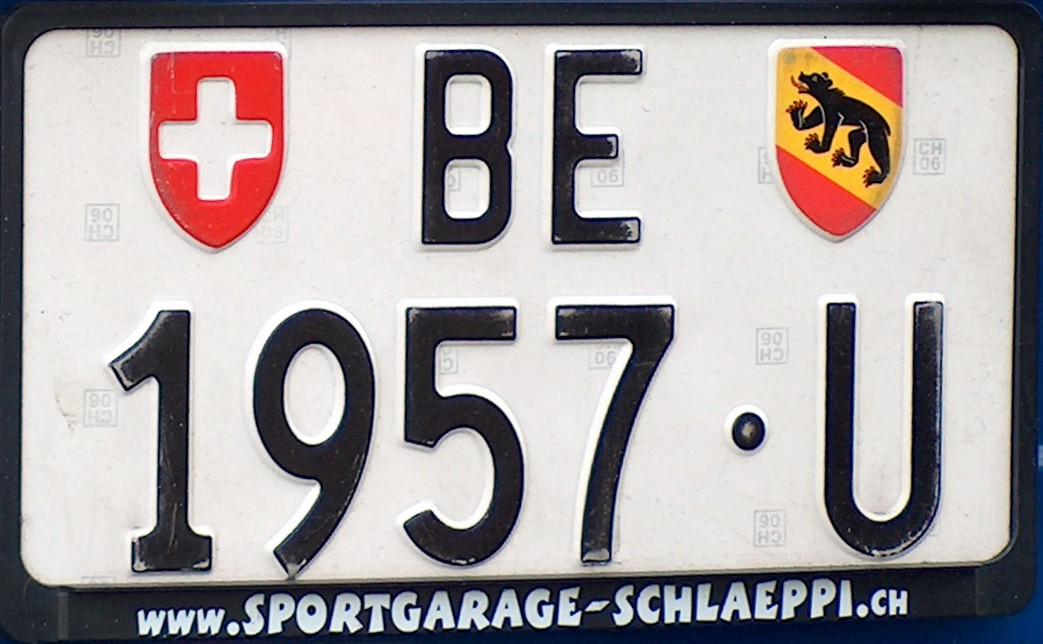
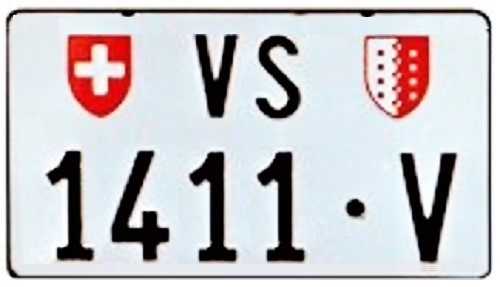
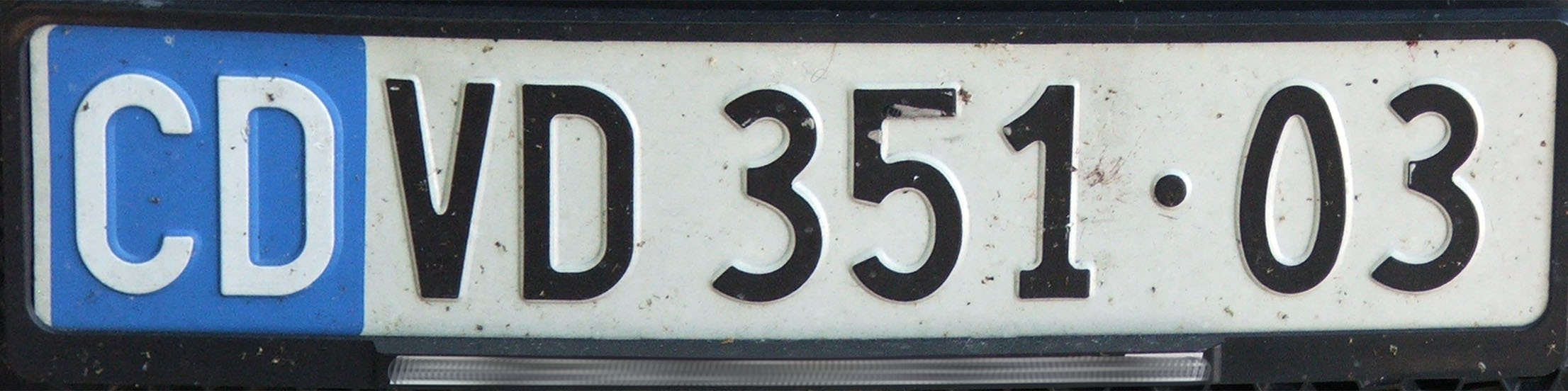
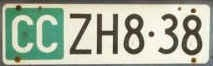
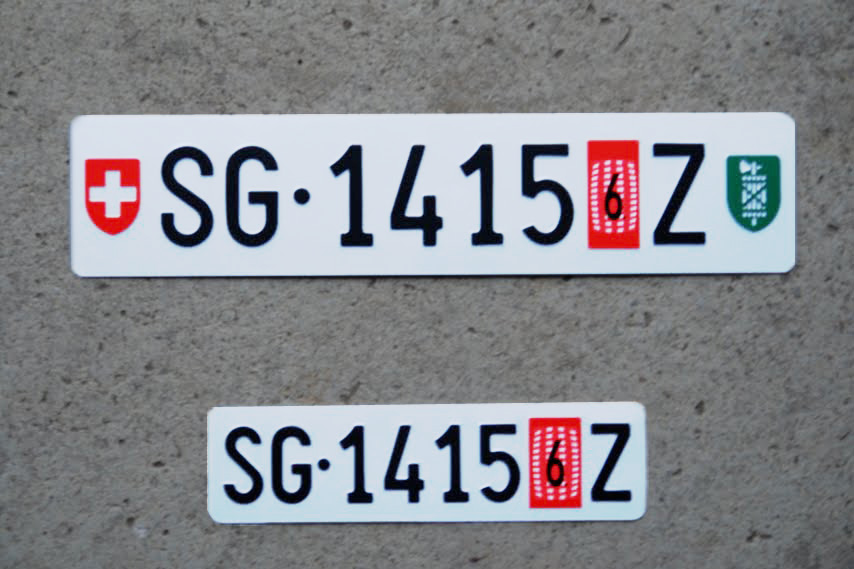
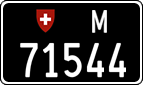
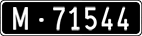
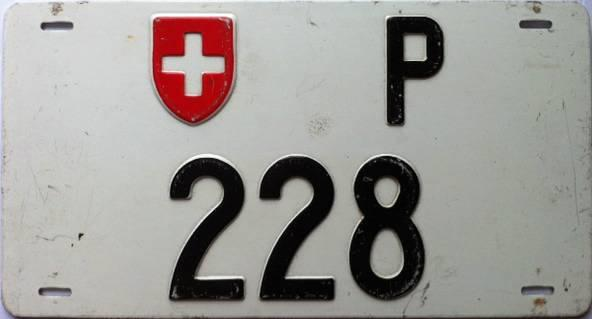
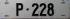
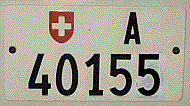
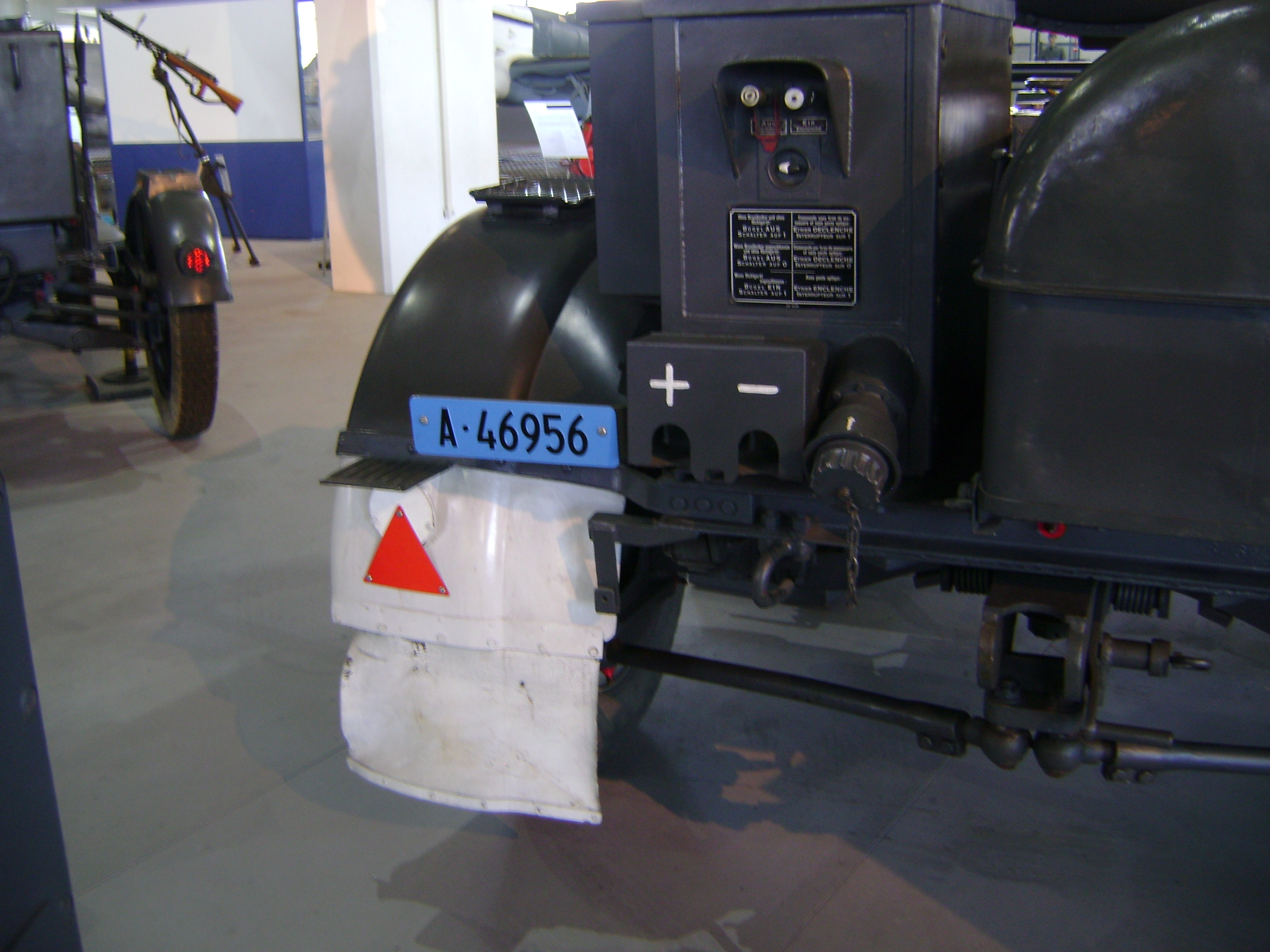
Administration plate blue